# Mit Karl May im Orient
Mit Karl May im Orient ist der Titel einer siebenteiligen Fernsehserie nach Romanmotiven aus den Werken Karl Mays, die 1963 vom deutschen Sender ZDF gesendet wurde.

## Fernsehserie

### Motive und Episoden
In der Serie wurden Motive aus dem Orientzyklus „Durch die Wüste“, „Durchs wilde Kurdistan“, „Von Bagdad nach Stambul“, „In den Schluchten des Balkan“, „Durch das Land der Skipetaren“ und „Der Schut“ verarbeitet.
Die sieben Folgen erhielten die Titel:
1. Kara Ben Nemsi
2. Tod im Sumpf
3. Die Rose von Kbili
4. Die tote Stadt
5. Das Geheimnis des Bettlers
6. Der falsche Hakim
7. Der Vater des Säbels[2]

### Entstehung und Ausstrahlung
Nach einem Drehbuch von Winfried Schnitzler drehte Regisseur Francesco Stefani mit bescheidenem Etat 1961 an Schauplätzen in Jugoslawien, noch bevor dort viele der Karl-May-Kinofilme der 1960er Jahre entstanden. Die Produktion leitete der spätere Oscar-Gewinner Arthur Cohn („Der Garten der Finzi Contini“, 1970). Die Serienteile wurden auf 35-mm-Film gedreht.
Die Umstände rund um Entstehung und Ausstrahlung der Serie sind schlecht dokumentiert und teilweise widersprüchlich.
Nach dem Verbot des privat finanzierten Deutschland-Fernsehens wurde die auftraggebende Firma liquidiert. Die Fernsehpremiere mit dem ersten Teil, „Kara Ben Nemsi“, erfolgte während des Versuchsprogramms des ZDFs auf der Funkausstellung in Berlin am 2. Oktober 1963. Eigentlich waren für die Serie 13 Folgen geplant. Die Resonanz und Kritik der Zuschauer auf die ausgestrahlten Folgen im Versuchsprogramm war jedoch derart katastrophal, dass das ZDF sowohl auf die Produktion weiterer Folgen verzichtete als auch auf die Wiederholung der Serie im späteren regulären Sendebetrieb. Die gedrehten Folgen verschwanden im Archiv.
Eine Art „Welturaufführung“ erlebten deshalb die beiden ersten Folgen der Serie, als sie am 2. April 2000 im Stern-Theater in Göttingen aufgeführt wurden.
Die siebente Folge („Der Vater des Säbels“), deren Entstehungsumstände unklar sind, wurde erst der 2013 erschienenen DVD hinzugefügt. Möglich ist, dass die Staffel ursprünglich auf 6 Folgen kalkuliert, dann aber im Schnitt (mit ausgiebiger Wiederholung der letzten Einstellungen der jeweils vorangegangenen Folge) auf sieben Folgen gestreckt wurde, um auf eine gewohnte Folgendauer zu kommen.

### Darsteller
Zu den Darstellern gehörten als Kara Ben Nemsi der aus Karl-May-Aufführungen in Bad Segeberg bekannte Harry Walther und als Hadschi Halef Omar Osman Ragheb, der später in der Parodie „Der Schuh des Manitu“ die Rolle des Häuptlings Listiger Lurch synchronisierte.

### Hintergrund
„Die Dreharbeiten zu der mit bescheidenem Etat ausgestatteten Produktion fanden 1961, noch vor dem Beginn der großen Karl-May-Welle, in Jugoslawien statt. Drehort war die Umgebung von Obrovac, wo später auch große Teile der Karl-May-Kino-Filme entstanden. In einer Riege von weitgehend unbekannten Darstellern spielte Harry Walther, Old-Shatterhand-Darsteller der Segeberger Karl-May-Festspiele, den Kara Ben Nemsi. In dem jugoslawischen Stab fällt der Name von Tihomir Piletić auf. Er war Assistent von Vladimir Tadej, dem Architekten vieler Karl-May-Filme. Boris Jojić, der Komponist, besorgte später bei DURCHS WILDE KURDISTAN die Arrangements. Von den geplanten 13 Folgen drehte man sechs, dann wurde die Produktion eingestellt.
Nach dem überraschenden Ende der FFG gingen die Programmvorräte an das junge ZDF. Einige Folgen der sechsteiligen ORIENT-Serie wurden im Rahmen des ZDF-Versuchsprogramms auf der Funkausstellung 1963 in Berlin gezeigt. Die Qualität der Filme war allerdings auch für damalige Verhältnisse so bescheiden, daß man auf eine reguläre Ausstrahlung verzichtete.“